# Cantonul Billère
Cantonul Billère este un canton din arondismentul Pau, departamentul Pyrénées-Atlantiques, regiunea Aquitania, Franța.